# خول‌سن (دهانه)
خول‌سن یک دهانه برخوردی در ماه‌ است.

## دهانه‌های اقماری
این دهانه ۱ دهانه اقماری دارد.
| Khvolʹson | عرض جغرافیایی | طول جغرافیایی | قطر          |
| --------- | ------------- | ------------- | ------------ |
| C         | ۱۳.۵° S       | ۱۱۱.۹° E      | ۱۵.۰ کیلومتر |